# Библиотекарят (Светът на диска)
Библиотекарят е литературен герой на Тери Пратчет от поредицата „Светът на диска“, човекоподобният настоятел на Библиотеката на Невидимия университет в Анкх-Морпорк. Библиотекарят работи в Невидимия университет. Той се грижи книгите да не наранят някого и да не се наруши времевия континуум. Придобил сегашната си форма вследствие на магически инцидент (във Фантастична светлина – експлозията на новата реалност – следствие на падането на Ринсуинд от ръба на диска), Библиотекарят е силно чувствителен към думи започващи с „м“. Предполага се, че Библиотекарят е произлязъл от д-р Хораций Щръклицошап. Като орангутан обаче той е много щастлив и се тревожи, че узнаването на старото му име може да се използва за възвръщане на човешкия му облик, за това той старателно заличава всички сведения за себе си. Освен библиотекар, той е и цивилен полицай към Градската стража. Той е добре приет навсякъде, тъй като „малко врати остават дълго затворени за един 136 килограмов орангутан“. Ако някой му занесе банан, печели благоразположението му, поне за момента, и Библиотекарят бързо открива търсената книга в безкрайната библиотека. Формата на крайниците му много помага при катеренето по рафтовете, особено като се има предвид, че много от книгите са опасни и вързани с вериги, които невинаги ги усмиряват. Незаменим помощник в работата му е бухалката (за усмиряване на разбеснели се книги).
Негови са крилатите изрази: „У-у-к“; „У-у-к“; „У-у-к“ също така и прочутата му забележка към Ринсуинд: „У-у-к“. Фразите му могат да означават абсолютно всичко. Към тези фрази може да се включи и „У-у-у-к“.
Библиотекарят се появява във всички книги на Пратчет, посветени на магьосниците.